# Victoria Xipolitakis
Victoria Jesús Xipolitakis (Lanús, 23 de diciembre de 1985), conocida como Vicky Xipolitakis, es una modelo, vedette, panelista y figura mediática argentina.

## Carrera
Xipolitakis nació en Lanús, al sur del conurbano bonaerense, y es la segunda hija de Manuel Xipolitakis y Elena Damianos, ambos descendientes de ciudadanos griegos. Xipolitakis tiene dos hermanos: Stefanía, también figura mediática de la televisión, y Nicolás, quien es futbolista. Comenzó su carrera en 2006 como parte de un dúo con su hermana Stefanía en el programa Palermo Hollywood Hotel de Canal 9, saltaron a la fama ya que su hermana confesó haber tenido una relación con Carlitos Nair Menem, hijo del expresidente de la Nación, Carlos Menem. Ya en 2009, entró en el programa Sin Codificar que se transmitía por América TV.
Durante sus inicios, siempre resaltó sus rasgos griegos junto a su hermana, quienes se presentaban en los medios como «Las mellizas griegas» sin serlo. Junto a ella formó parte de las obras: «Celebra la risa» y «Trastornados» para luego, en solitario, formar parte de «Barbierisima» y «Escandalosas». En 2014, se convirtió en la primera vedette de «Brillantísima», bajo la dirección de Carmen Barbieri y Moria Casán. Ese mismo año, participó del popular concurso Bailando por un sueño dentro del programa Showmatch conducido por Marcelo Tinelli. Su compañero de baile fue Cristian Falcón. Su participación en el certamen fue conflictiva por todas las peleas que tuvo con varios participantes, con el jurado, y hasta con su compañero de baile.
| Detalle de la participación en el Bailando 2014 | Detalle de la participación en el Bailando 2014 | Detalle de la participación en el Bailando 2014              | Detalle de la participación en el Bailando 2014 |
| Gala                                            | Resultado                                       | Notas                                                        |                                                 |
| ----------------------------------------------- | ----------------------------------------------- | ------------------------------------------------------------ | ----------------------------------------------- |
| 1                                               | 16 puntos                                       | Sentenciada y salvada por el jurado.                         |                                                 |
| 2                                               | 23 puntos                                       |                                                              |                                                 |
| 3                                               | 25 puntos                                       | Sentenciada y salvada por el jurado.                         |                                                 |
| 4                                               | 30 puntos                                       |                                                              |                                                 |
| 5                                               | 27 puntos                                       | Sentenciada y salvada por el jurado.                         |                                                 |
| 6                                               | 28 puntos                                       | Sentenciada y salvada por el jurado.                         |                                                 |
| 7                                               | 29 puntos                                       | Sentenciada, enviada al voto telefónico y salvada (51.84%)   |                                                 |
| 8                                               | 19 puntos                                       | Sentenciada y salvada por el jurado.                         |                                                 |
| 9                                               | 21 puntos                                       | Sentenciada y salvada por el jurado.                         |                                                 |
| 10                                              | 19 puntos                                       | Sentenciada, enviada al voto telefónico y eliminada (18.30%) |                                                 |

En 2015, encabezó la obra «Divain» de Aníbal Pachano junto a Virginia Gallardo. En ese mismo año, estrenó el programa «El consultorio de Vicky Mouse» por internet en su canal de Youtube. El 5 de febrero de 2018, se casó con el empresario Javier Naselli en Nueva York El 12 de diciembre del 2018 ella y su esposo le dieron la bienvenida a su primer hijo Salvador Uriel Naselli, quien nació en el Sanatorio Otamendi.
Desde octubre de 2020, participa en el programa MasterChef Celebrity. Este se centra en 16 celebridades que deben demostrar sus habilidades culinarias para sorprender a los jurados. Se transmite por Telefe.
| Detalle de la participación en MasterChef Celebrity Argentina | Detalle de la participación en MasterChef Celebrity Argentina | Detalle de la participación en MasterChef Celebrity Argentina                                                             | Detalle de la participación en MasterChef Celebrity Argentina |
| Gala                                                          | Resultado                                                     | Notas |                                                               |
| ------------------------------------------------------------- | ------------------------------------------------------------- | --- | ------------------------------------------------------------- |
| 1                                                             | Inmune                                                        | Superó la prueba inicial, realizó el mejor desempeño durante el "Miércoles de beneficios" y obtuvo el pin dorado.         |                                                               |
| 2                                                             | Inmune                                                        | Superó la prueba inicial y obtuvo un buen desempeño en el "Miércoles de beneficios".                                      |                                                               |
| 3                                                             | Salvada                                                       | No superó las pruebas iniciales y compitió en la gala de eliminación, obtuvo un desempeño medio y fue salvada.            |                                                               |
| 4                                                             | Salvada                                                       | No superó las pruebas iniciales y compitió en la gala de eliminación, obtuvo un desempeño medio y fue salvada.            |                                                               |
| 5                                                             | Salvada                                                       | No superó las pruebas iniciales y compitió en la gala de eliminación, obtuvo un buen desempeño y fue salvada.             |                                                               |
| 6                                                             | Nominada                                                      | No superó las pruebas iniciales y tuvo un mal desempeño en la prueba de eliminación pero fue salvado por el jurado.       |                                                               |
| 7                                                             | Salvada                                                       | Perdió la prueba inicial, realizó el mejor desempeño durante el "Jueves de última chance" y fue salvado por el jurado.    |                                                               |
| 8                                                             | Exenta                                                        | No participó en la semana de repechaje.                                                                                   |                                                               |
| 9                                                             | Salvada                                                       | No superó las pruebas iniciales y compitió en la gala de eliminación, obtuvo un desempeño medio y fue salvada.            |                                                               |
| 10                                                            | Nominada                                                      | No superó las pruebas iniciales y tuvo un mal desempeño en la prueba de eliminación pero fue salvada por el jurado.       |                                                               |
| 11                                                            | Salvada                                                       | No superó las pruebas iniciales y compitió en la gala de eliminación, obtuvo un desempeño medio y fue salvada.            |                                                               |
| 12                                                            | Nominada                                                      | No superó las pruebas iniciales y tuvo un mal desempeño en la prueba de eliminación pero fue salvada por el jurado.       |                                                               |
| 13                                                            | Inmune                                                        | Superó las pruebas iniciales en las semifinales y obtuvo las suficientes estrellas para asistir a las siguientes pruebas. |                                                               |
| 14                                                            | Salvada                                                       | No superó las pruebas iniciales y compitió en la gala de eliminación, obtuvo un buen desempeño y fue salvada.             |                                                               |
| 15                                                            | Quinta                                                        | Quinta finalista. |                                                               |

### Escándalo del vuelo «AU2708» de Austral de 2015
El 24 de junio de 2015, Xipolitakis protagonizó un escándalo por un vídeo donde se observa a los expilotos, Patricio Zocchi Molina y Federico Soaje donde invitan a la vedette a acelerar el avión al momento del despegue. 

- Victoria Xipolitakis: ¿Este es el acelerador?
- Federico Soeaje: Cuando yo te diga le das un poquito para adelante
- Victoria Xipolitakis: ¡Chicos! ¡Lo estoy haciendo yo!
Fragmento de la conversación en la cabina

Por el hecho, se inició la causa “Zocchi Molina, Patricio y otros sobre atentado contra la seguridad de aeronaves” en el Juzgado Nacional en lo Criminal y Correccional Federal n° 12. La modelo, que permaneció en la cabina de la aeronave durante todo el vuelo y filmó los hechos con su teléfono celular, fue representada por el abogado mediático Fernando Burlando, Se les ordenó un embargo por 250 000 pesos a cada uno. Los pilotos fueron despedidos.
Ambos pilotos fueron retirados de su cargo y Aerolíneas Argentinas prohibió a Victoria Xipolitakis utilizar sus servicios por cinco años. El juez de la causa la procesó por el delito de poner en riesgo a una aeronave.
En marzo de 2019, Xipolitakis fue sobreseída tras considerarse cumplidas las 295 horas de trabajo comunitario solicitadas en la parroquia San Judas Tadeo de Lanús y pagada la compensación de 20 000 pesos a Aerolíneas.

## Cine
| Año  | Título                | Papel      |
| ---- | --------------------- | ---------- |
| 2016 | Primavera             | La Griega  |
| 2016 | Me casé con un boludo | Ella misma |

## Televisión
| Año                   | Título                                      | Rol                       | Distribución | Notas               |
| --------------------- | ------------------------------------------- | ------------------------- | ------------ | ------------------- |
| 2006                  | Palermo Hollywood Hotel                     | Participación especial    | Canal 9      |                     |
| 2009                  | Sin Codificar                               | Humorista                 | América      |                     |
| 2013–2014             | Viviendo con las estrellas                  | Celebridad                | América      | 11.ª Eliminada      |
| 2014                  | Showmatch: Bailando 2014                    | Participante              | El Trece     | 10.ª Eliminada      |
| 2016                  | La Peluquería de Don Mateo                  | Mucama                    | Telefe       | Estrella invitada   |
| 2018, 2019, 2021-2022 | Por el mundo                                | Conductora invitada       | Telefe       |                     |
| 2020                  | Divina comida                               | Anfitriona / Participante | Telefe       | Ganadora (semana 3) |
| 2020–2021             | MasterChef Celebrity Argentina              | Participante              | Telefe       | 5.ª Finalista       |
| 2021                  | Minuto para ganar                           | Coconductora              | Telefe       |                     |
| 2021–presente         | Cortá por Lozano                            | Panelista                 | Telefe       |                     |
| 2022                  | MasterChef Celebrity Argentina: La Revancha | Participante              | Telefe       | Subcampeona         |

## Teatro
- Celebra la risa (2009) junto a Daniel Santillán, Nazarena Vélez, Santiago Almeyda, Mariana de Melo, Stefanía Xipolitakis, Fátima Flórez y Amalia Granata.
- Trastornados (2010) junto a Daniel Santillán, Jacobo Winograd, Valeria De Genaro, Stefanía Xipolitakis y Mariana Diarco.
- Barbierísima (2012) junto a Carmen Barbieri, Zulma Faiad, Germán Krauss, Beto César, Emiliano Rella, Fernando Ramírez, Andrea Ghidone, Andrea Estévez, Claudia Albertario, Gabriela Mandato, Ivana Palloti, Dominique Pestaña, Silvina Scheffer, Rodrigo Lussich, Daniel Ambrosino, Donald, Rubén Matos, Juan Marcelo, Hernán Cabanas, Adriana Barrientos y cuerpo de baile.
- Escandalosas (2013) junto a Carmen Barbieri, Moria Casán, Beto César, Federico Bal, Andrea Ghidone, Stefanía Xipolitakis, Julián Labruna, Lorena Liggi, Gustavo Monje, Soledad Cescato, Mariana Jaccazio, Martín Sipicki, Gisela Lepio y elenco.
- Brillantísima (2014) junto a Carmen Barbieri, Moria Casán, Sergio Denis, José Luis Gioia, Tristán, Celeste Muriega, Stefanía Xipolitakis, Julián Labruna, Lorena Liggi, Belén Giménez, Gustavo Monje y Martín Sipicki.
- Divain (2014) junto a Aníbal Pachano, Fernando Avalle, Flavia Pereda, Virginia Gallardo, Maia Contreras, Mauricio Macu, Nacho Gonatta y Juanjo Marco.
- Igualmente distintos (2016) junto a Fernando Ramírez.